# Казаев, Александр Борисович
Александр Борисович Казаев (1919—1994) — полковник Советской Армии, участник Великой Отечественной войны, Герой Советского Союза (1945).

## Биография
Александр Казаев родился 9 октября 1919 года в селе имени Коста Хетагурова (ныне — Карачаевский район Карачаево-Черкесии). Окончил семь классов школы, затем кооперативную школу и Сухумский субтропический техникум. В 1937 году Казаев был призван на службу в Рабоче-крестьянскую Красную Армию. В 1939 году он окончил Орджоникидзевское пехотное училище, в 1941 году — курсы усовершенствования командного состава. С сентября того же года — на фронтах Великой Отечественной войны. К апрелю 1945 года гвардии майор Александр Казаев командовал 1-м гвардейским стрелковым полком 2-й гвардейской стрелковой дивизии 2-й гвардейской армии 3-го Белорусского фронта. Отличился во время разгрома немецких войск на Земландском полуострове.
13 апреля 1945 года полк Казаева остановился перед мощно укреплённой линией обороны противника. Блокировав опорный пункт противника небольшими силами, Казаев послал основные силы на прорыв флангов, благодаря чему немецкая оборона была сломлена. Всего же с 13 по 17 апреля 1945 года полк Казаева уничтожил более 400 немецких солдат и офицеров и пленил ещё около 600, а также захватил 20 артиллерийских орудий и освободил 1500 заключённых из концентрационных лагерей.
Указом Президиума Верховного Совета СССР от 29 июня 1945 за «умелое руководство боевыми действиями полка и проявленную храбрость при разгроме Земландской группировки противника» майор Александр Казаев был удостоен высокого звания Героя Советского Союза с вручением ордена Ленина и медали «Золотая Звезда» за номером 7712.
После окончания войны Казаев продолжил службу в Советской Армии. В 1948 году он окончил Военную академию имени Фрунзе, после чего остался в ней старшим преподавателем. С 1953 года служил в Ракетных войсках стратегического назначения. В 1960 году в звании полковника Казаев был уволен в запас. Проживал в Москве, умер 18 мая 1994 года.
Был также награждён двумя орденами Красного Знамени, орденами Отечественной войны 1-й и 2-й степеней, тремя орденами Красной Звезды, рядом медалей.